# Nicola Conte
Nicola Conte (Bari) is een Italiaanse diskjockey, muziekproducent en gitarist die bekendstaat om de introductie van een acid jazz-stijl waarin verschillende genres samensmelten: bossanova, melodieën gebaseerd op Italiaanse filmthema's uit de zestiger jaren, easy listening en Indiase muziek. 
Conte is een klassiek geschoold musicus en komt uit de stal van "The Fez Collective", gehuisvest in de Italiaanse stad Bari, met het platenlabel genaamd Schema. De scene daar vormt een muzikale smeltkroes van waaruit de typisch Italiaanse benadering van acid-jazz wordt gepromoot.
Nicola Contes eerste album werd uitgebracht in 2000 en is getiteld Jet Sounds. De voorafgaande single Bossa per Due kreeg alom internationale waardering en geldt nog steeds als een undergroundhit. Niet snel na die release werd het nummer al gebruikt in een tv-commercial voor Acura Auto's. De licentie van het album werd ondergebracht bij het ESL (Eitheenth Street lounge)-label van Thievery Corporation, na enkele kleine productionele aanpassingen. In 2002 kwam het remix-album getiteld Jet Sounds Revisited op de markt en twee jaar later bracht de Franse dependance van Blue Note Records het album Other Directions uit. In 2008 kwam na een periode van veel productiewerk voor andere artiesten de door fans langverwachte cd Rituals uit, met opvallend veel vocale bijdragen van onder anderen José James, Kim Sanders, Chiara Civello en Alice Ricciardi.
Conte heeft naast eigen werk vele remixen en producties op zijn naam staan, waaronder nummers en albums van onder anderen Rosalia De Souza, Paolo Achenza Trio, Koop en The Five Corners Quintet.

## Discografie

### Singles
- Bossa Per Due (Schema,  1999)
- Jet Sounds (Schema,  1999)
- Bossa Per Due / The In Samba (Schema,  2000)
- Forma 2000 (Schema,  2000)
- La Coda Del Diavolo / Missione A Bombay (Schema, 2001)
- New Standards (Schema, 2001)
- Thievery Corporation vs Nicola Conte (Eighteenth Street Lounge Music, 2001)
- Two Unreleased Gems From The Freedom Jazz Dance Project (Schema, 2003)
- Kind Of Sunshine / Impulso (Schema, 2004)
- Sketches of Samba (Schema, 2008)
- Like Leaves In The Wind (Schema, 2008)

### Albums
- Jet Sounds (Schema, 2000)
- Bossa Per Due (Eighteenth Street Lounge Music, 2001)
- Jet Sounds Revisited (Eighteenth Street Lounge Music, 2002)
- Other Directions (Blue Note, 2004)
- Rituals (Emarcy, 2008)
- The Modern Sound of Nicola Conte, Versions in Jazz Dub (Schema, 2009)
- Other Directions inclusief bonus-cd (Schema, 2010)
- Love & Revolution (Schema, 2011)
- Free Souls (2014)
- Natural (2016)
- Let your lights on (2018)

- Bibliothèque nationale de France: cb14543211b (data)
- Gemeinsame Normdatei: 135229650
- International Standard Name Identifier: 0000 0000 5520 8897
- Library of Congress Control Number: no2005013434
- MusicBrainz: e390d54f-92f0-4039-9dd3-e8eac130b4c0
- Nationale Bibliotheek van Tsjechië: xx0034926
- Istituto Centrale per il Catalogo Unico: CUBV171893
- Virtual International Authority File: 37154656